# Разок

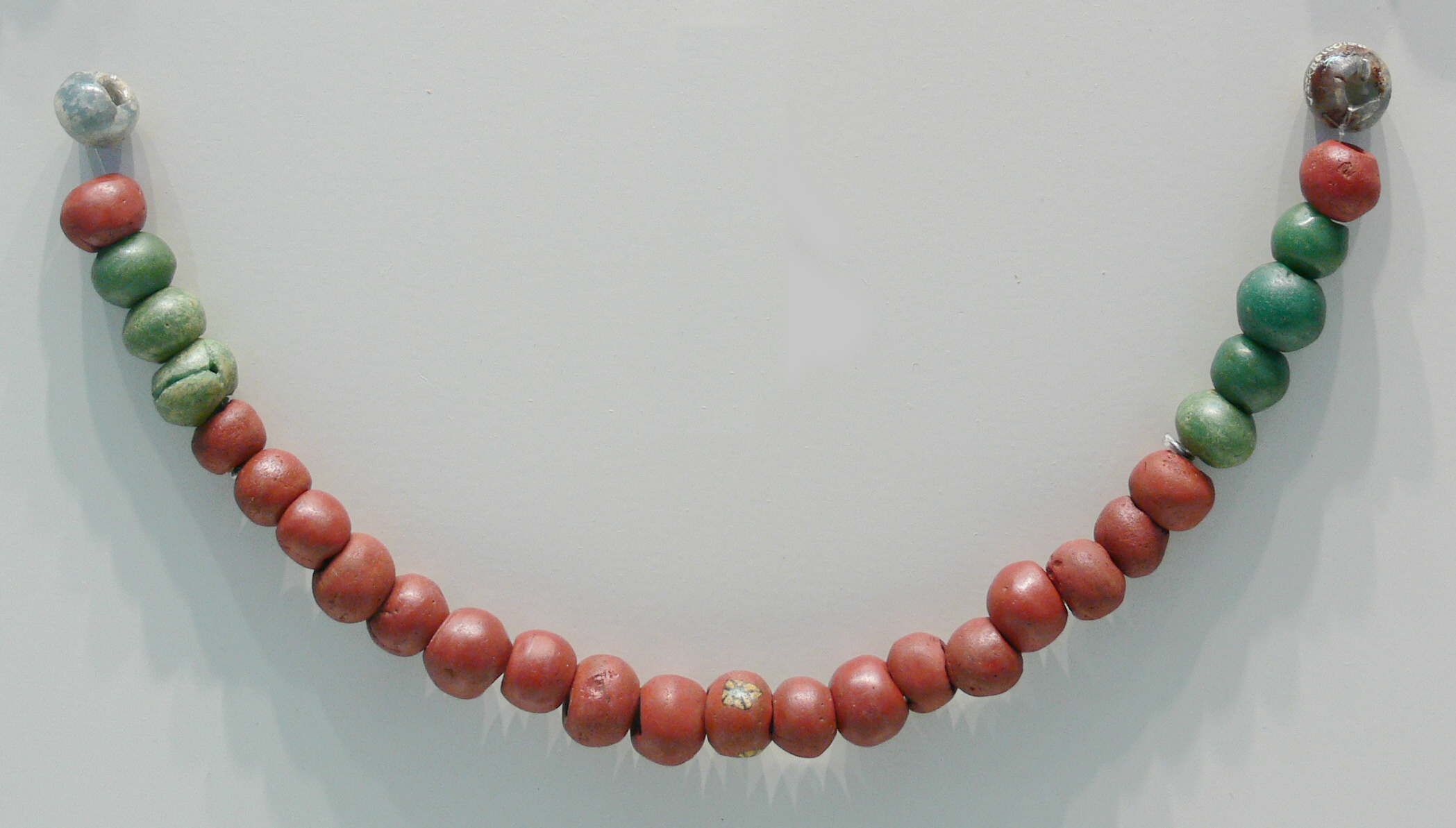
Разок намиста.

Разо́к — нитка з нанизаними на неї намистинами. З одного, чи кількох (часом до 25, і більше) разків складається намисто, чи коралі.